# Multijärvi
Multijärvi är en sjö i Finland. Den ligger i kommunen Kuusamo i landskapet Norra Österbotten, i den nordöstra delen av landet, 700 km norr om huvudstaden Helsingfors. Multijärvi ligger 250,7 meter över havet. Arean är 1,75 kvadratkilometer och strandlinjen är 11,57 kilometer lång. Sjön  ingår i Kems huvudavrinningsområde. 